# Florian Hirsch (Fußballspieler)
Florian Hirsch (* 8. März 1984) ist ein ehemaliger österreichischer Fußballspieler, der heute unter anderem als -trainer tätig ist.

## Spielerkarriere

### Von Antiesenhofen über Ried nach „Schwauna“
Florian Hirsch wurde am 8. März 1984 geboren, wuchs in Antiesenhofen auf und begann seine Vereinskarriere kurz nach seinem sechsten Geburtstag im Nachwuchsbereich des Innviertler Amateurvereins SV Antiesenhofen. Anderen Quellen zufolge soll er dort bereits mit vier Jahren im Nachwuchs aktiv gewesen sein. Beim Klub an der Grenze zu Deutschland war er in weiterer Folge bis 1996 aktiv, ehe er den Sprung in die Jugendabteilung der SV Ried und über diese ins BNZ Ried schaffte. Nachdem er ab den frühen 2000er Jahren für die zweite Mannschaft der Rieder zum Einsatz gekommen war, wurde Hirsch zusammen mit seinem Teamkollegen Martin Feichtinger in der Winterpause 2003/04 von ihrem bisherigen Amateure-Trainer Andrzej Lesiak in die Profimannschaft der Innviertler hochgeholt. Acht Tage nach seinem 20. Geburtstag debütierte Hirsch in der 2. Division, als er bei einer 1:2-Heimniederlage gegen den DSV Leoben von Beginn an und über die volle Spieldauer am Platz war. Im weiteren Verlauf der Saison saß er noch einige Male auf der Ersatzbank, von der er jedoch nur mehr selten zum Einsatz kam. Nachdem er im letzten Meisterschaftsspiel gegen den SV Wörgl wieder von Beginn an im Einsatz war, hatte er es in dieser Spielzeit insgesamt auf vier Profieinsätze gebracht. In der anschließenden Sommerpause wurde bereits über seinen möglichen Abgang (eventuell als Kooperationsspieler) zum damaligen Regionalligisten SC Schwanenstadt berichtet; am Ende wechselte er auf Leihbasis nach „Schwauna“.
Bereits in der ersten Runde debütierte er am 13. August 2004 bei einem 1:0-Heimsieg über den FC Blau-Weiß Linz unter Trainer Andrzej Lesiak, der ebenfalls erst im Sommer das Traineramt beim Klub übernommen hatte, in der Regionalliga Mitte. In weiterer Folge kam er über einen Großteil der Saison 2004/05 als Stammkraft zum Einsatz und beendete die Meisterschaft mit den Schwanenstädtern, die bereits seit der fünften Meisterschaftsrunde die Tabellenspitze innehatten, auf dem ersten Platz, was einen direkten Aufstieg in die zweithöchste Spielklasse des Landes bedeutete. Nachdem er bei den Riedern in der Kaderplanung nicht mehr berücksichtigt wurde und bereits in der Winterpause 2004/05 über einen eventuellen Wechsel berichtet wurde, wechselte Hirsch im Sommer 2005 fix ins Hausruckviertel zum SC Schwanenstadt. Nachdem er noch mit Lesiak in die Saison gestartet war, wurde sein ehemaliger Ausbildner, nachdem dieser mit dem Klub nach fünf Ligaspielen noch immer ohne Sieg war und das Tabellenschlusslicht bildete, ab der 6. Spielrunde durch Andreas Heraf ersetzt. Unter Heraf hatte Schwanenstadt wieder etwas Auftrieb und schaffte es bis zur Winterpause immerhin auf den siebenten Tabellenplatz. Kurz davor wurde Hirsch noch mit dem FC Red Bull Salzburg in Verbindung gebracht; zu einer Vertragsanbahnung kam es jedoch nicht. Da Heraf noch im Winter vom Bundesligisten FC Pasching abgeworben wurde, standen die Schwanenstädter ein weiteres Mal ohne Trainer da, woraufhin der bisherige Sturm-Graz-Jugendtrainer Mario Posch das Traineramt übernahm. Unter dem Steirer, der hier seinen ersten Profiklub trainierte, fungierte Hirsch weiterhin als Stammspieler. Im Frühjahr rutschte die Mannschaft wieder Richtung Tabellenende ab; bei 16 Meisterschaftsspielen kam die Mannschaft nur auf drei knappe 1:0-Siege und ein 2:2-Remis, die restlichen Spiele unter Posch wurden allesamt verloren. Im Endklassement 2005/06 hatte „Schwauna“ schließlich nur den FC Kufstein, der es auf noch weniger Punkte gebracht hatte, hinter sich und schaffte so den Klassenerhalt im Profifußball. Hirsch war in 34 von 36 möglich gewesenen Ligapartien als Stammkraft in der Defensive im Einsatz gewesen.
Nach dem enttäuschenden Saisonergebnis feierte im Sommer 2006 Andreas Heraf, der bei Pasching nach nur drei Ligaspielen wieder entlassen worden war, sein Comeback als Trainer von Schwanenstadt. Nach einer Umstrukturierung des Kaders und der Verpflichtung einiger junger Spieler kehrte 2006/07 der Erfolg ins Hausruckviertel zurück. Mit 32 von 33 Meisterschaftseinsätzen – ein Spiel verpasste er aufgrund einer Gelbsperre – war Florian Hirsch eine wichtige Stütze in der Verteidigung der Schwanenstädter und war damit auch einer der Hauptverantwortlichen für das beste Ergebnis in der Vereinsgeschichte. Mit dem Verein, der im Herbstdurchgang lange Zeit sogar die Tabelle anführte, erreichte er im Endklassement den zweiten Platz hinter dem LASK. In Schwanenstadt wurde er oftmals als Freistoßschütze herangezogen; im Oktober 2006 wurde er zudem zum Young Star des Monats gewählt. Nach der Erfolgssaison 2006/07 folgte für Hirsch 2007/08 eine eher durchwachsene Saison. Bereits im dritten Meisterschaftsspiel wurde er nach einem schweren Foul an Patrick Scherrer vom SC Austria Lustenau mit Rot vom Platz gestellt. Der Strafsenat der Bundesliga sperrte ihn daraufhin für drei Partien. Nachdem er zwei Ligaspiele verpasst hatte – die Sperre wurde nach einem Einspruch auf zwei Spiele reduziert – und danach beim 4:2-Auswärtssieg über den ASK Schwadorf wieder als Stammkraft in der Defensive agierte, zog er sich im Heimspiel gegen die Kapfenberger SV einen Kreuzbandriss im rechten Knie zu und fiel in weiterer Folge für die restlichen Spiele bis zur Winterpause aus. Nachdem Heraf seinen Vertrag bei Schwanenstadt in beidseitigem Einvernehmen mit dem Klub aufgelöst und zwischenzeitlich der Sportliche Leiter Helmut Nussbaumer als Interimstrainer fungiert hatte, startete Hirsch unter dem neuen Trainer Manfred Schmid wieder als Stammspieler ins Frühjahr. Zu dieser Zeit hatte die Vereinsführung des finanziell schwer angeschlagenen Klubs bereits bekanntgegeben, nach Niederösterreich zu übersiedeln und ab der nächsten Saison unter dem neuen Namen FC Magna Wiener Neustadt weiterzuspielen. Bis zum Meisterschaftsende verpasste der Defensivakteur nur ein einziges Ligaspiel und schloss die Saison 2007/08 mit der Mannschaft auf dem siebenten Tabellenplatz ab. Wenige Tage nach Meisterschaftsende wurde der Klub umbenannt; ein Nachfolgeverein startete als SC Schwanenstadt 08 in der untersten Liga.

### Letzte Profistation: Grödig
Nachdem es den Spielern freigestellt war, den Verein zu verlassen oder mit dem Klub nach Niederösterreich zu ziehen, entschied sich Hirsch für die erste Variante und wechselte stattdessen innerhalb der Liga zum Aufsteiger SV Grödig. Unter Heimo Pfeifenberger wurde der zumeist als Rechtsverteidiger agierende Hirsch gleich von Beginn an in der Startformation geführt. Ausgerechnet beim ersten Aufeinandertreffen mit dem FC Magna Wr. Neustadt gelang Hirsch per Weitschuss der erste Pflichtspieltreffer in seiner Profikarriere, als er in der 56. Spielminute zum 1:1-Endstand traf. Bis zum Meisterschaftsende verpasste er aufgrund einer Gelbsperre nur das letzte Saisonspiel und war hinter Diego Viana der Spieler mit den zweitmeisten Einsatzminuten im Kader. Mit den Grödigern, die ab der Winterpause von Miroslav Bojceski trainiert wurden, erreichte er im Endklassement den zehnten Tabellenplatz, was einen Abstieg zurück in die Regionalliga West bedeutete. Noch vor dem Abstieg kehrte Hirsch in sein Heimatbundesland zurück und schloss sich im Sommer 2009 dem oberösterreichischen Landesligisten SV Bad Schallerbach an und sagte gleichzeitig dem finanziell bereits stark angeschlagenen SV Bad Aussee, der ihn ebenfalls verpflichten wollte, ab. Von Béla Hegedűs wurde der beidfüßige Außenverteidiger bis zur Winterpause in zwölf Meisterschaftsspielen eingesetzt, in denen er auch einmal zum Torerfolg kam. Aufgrund privater Umstände verließ Hirsch, der in Bad Schallerbach als „Assistkönig“ betitelt wurde, im Jänner 2010 den Verein in Richtung Salzburg.
Zu dieser Zeit begann Hirsch auch seine Ausbildung zum Justizwachebeamten. Unter Didi Emich agierte Hirsch rasch als Stammspieler in der Defensive des zu dieser Zeit in der damals noch viertklassigen 1. Landesliga spielenden SV Austria Salzburg. In den zehn Meisterschaftsspielen, die er bis zum Saisonende für die Salzburger absolvierte, erzielte der Defensivakteur ein Tor und rangierte mit der Mannschaft am Ende mit fünf Punkten Vorsprung auf den nächsten Verfolger, den UFC SV Hallwang, auf dem ersten Platz, was den direkten Aufstieg in die Regionalliga West bedeutete. In ebendieser half er, nachdem zuvor bei seinem Halbjahresvertrag die Option der Vertragsverlängerung gezogen worden war, der Mannschaft in der teils recht dicht gestaffelten Endtabelle zu einem fünften Platz in der Spielzeit 2010/11, in der er selbst in 26 Ligapartien auf dem Rasen war und dabei einen Treffer beigesteuert hatte. In der Saison 2011/12 wurde Hirsch, der in Salzburg aufgrund seines kräftigen und präzisen Schusses in Standardsituation des Öfteren als „Standard-König“ bezeichnet wurde, in 24 Ligaspielen eingesetzt und kam dabei auf vier Tore. Während er mit der Mannschaft im Endklassement mit dem achten Rang nur einen Platz im Tabellenmittelfeld belegte, schaffte es die Mannschaft im Salzburger Fußballcup der Saison 2011/12 mit ins Finale und gewann dieses mit einem klaren 4:0 gegen den Salzburger AK 1914. In dieser Saison hatte er unter drei verschiedenen Trainern gespielt. Während er unter Didi Emich in die Saison gestartet war, kam er ab 20. September bis zur Winterpause unter dem Sportlichen Leiter und Interimstrainer Gerhard Stöger zum Einsatz und beendete die Saison unter Thomas Hofer.
Sein Zweijahresvertrag, den er im Sommer 2010 unterzeichnet hatte, wurde im Sommer 2012 um ein weiteres Jahr verlängert. Für seine Leistungen in der vorangegangenen Spielzeit wurde er im September 2012 auf der 16. Bruno-Gala im Wiener Rathaus mit einem Bruno als Amateurspieler der Saison ausgezeichnet. In der Spielzeit 2012/13 war Hirsch in weiterer Folge hinter Torwart Stefan Ebner der Spieler mit den zweitmeisten Einsatzminuten im Kader. Lediglich bei seinem letzten Pflichtspielauftritt für die Salzburger im letzten Meisterschaftsspiel der Saison, als er auch seinen einzigen Treffer in dieser Saison erzielte, wurde Hirsch frühzeitig vom Platz genommen. Im Verlauf der Meisterschaft war der zumeist als rechter Außenverteidiger, seltener auch als Innenverteidiger, eingesetzte Hirsch als Mannschaftskapitän im Einsatz gewesen und hatte neben seinem einzigen Treffer auch noch fünf Tore für seine Teamkollegen vorbereitet. In der Liga schaffte er es mit der Austria, die über weite Teile der Saison sogar die Tabellenspitze angeführt hatte, auf den zweiten Platz im Endklassement. Im Salzburger Landescup konnte die Austria den Titel verteidigen und gewann das Finalspiel gegen den TSV St. Johann klar mit 4:0; das letzte Tor erzielte Florian Hirsch. Bei diesem Spiel wurde er zudem von den aktiven Fanszene der Austria mit einer eigenen Choreo bedacht. Als zweifacher Landespokalsieger verabschiedete sich der Defensivakteur am Saisonende in Richtung Oberösterreich, nachdem er in den letzten Jahren immer sechs Mal die Woche aus der Schärdinger Gegend, wo er mittlerweile als Justizwachebeamter in der Justizanstalt Suben arbeitete, nach Salzburg gefahren und dabei auf eine tägliche Strecke von 200 Kilometern gekommen war. Bei den Salzburgern wurde später Felix Huspek als sein Ersatz verpflichtet.

### Als zweifacher Landespokalsieger zum Karriereausklang nach Gurten
Im Juni 2013 wurde Hirschs Wechsel zur Union Gurten mit Spielbetrieb in der viertklassigen OÖ Liga bekanntgegeben. Bei Gurten traf er unter anderem wieder auf Martin Feichtinger, mit dem er einst den Sprung in den Profibereich geschafft hatte. Noch bevor er überhaupt mit der Mannschaft in die Landesligasaison gestartet war, kam Hirsch für Gurten im Innviertler Fußballcup zum Einsatz und konnte sich mit der Mannschaft im Finale mit 4:1 gegen den Union SV Esternberg durchsetzen. Bei den Gurtnern wurde Florian Hirsch von Rainer Neuhofer rasch als Stammspieler eingesetzt; in seiner ersten Saison verpasste der Rechtsverteidiger nur ein einziges Ligaspiel und erzielte insgesamt drei Tore. Mit Gurten rangierte er im Endklassement mit sechs Punkten Vorsprung auf den SV Bad Goisern auf dem ersten Tabellenplatz und schaffte damit den direkten Aufstieg in die drittklassige Regionalliga Mitte. Als Neuaufsteiger schaffte es der Routinier mit Gurten in der Endtabelle 2014/15 auf den elften Platz. Aufgrund einer Gelbsperre sowie einer Gelb-Rot-Sperre verpasste Hirsch nur zwei Meisterschaftsspiele, in denen er diesmal selbst torlos blieb.
Im vorangegangenen Jahr noch klar mit 0:6 im Erstrundenspiel gegen den SC Wiener Neustadt ausgeschieden, schaffte es Hirsch mit seiner Mannschaft in der ersten Runde des ÖFB-Cups 2015/16 den Bundesligisten SV Grödig aus dem Turnier zu werfen. In der nachfolgenden zweiten Pokalrunde war jedoch nach einer 1:3-Niederlage gegen die SV Mattersburg Schluss. In der Liga kam er mit Gurten 2015/16 jedoch erneut nicht über einen zehnten Tabellenplatz hinaus. Abermals verpasste er aufgrund einer Gelbsperre sowie einer Gelb-Rot-Sperre zwei Meisterschaftspartien und kam am Ende auf eine Bilanz von drei Treffern und fünf Torvorlagen. Während er es 2016/17 mit den Innviertlern ein weiteres Mal in die zweite Pokalrunde schaffte, in dieser jedoch erneut ausschied, belegte er in der Endtabelle der Saison 2016/17 mit Rang 8 immerhin einen Platz im Tabellenmittelfeld. Florian Hirsch war hierbei in 29 Ligaspielen zum Einsatz gekommen, hatte ein Tor selbst erzielt und weitere vier für seine Teamkameraden vorbereitet.
Verletzungsbedingt beendete der Rechtsaußen zur Winterpause der Saison 2017/18 im Alter von 33 Jahren seine Karriere als Aktiver, bekam jedoch nach dem Abgang des langjährigen Trainers Rainer Neuhofer im Sommer 2018 die Möglichkeit an der Seite von Peter Madritsch als Co-Trainer der Union Gurten tätig zu werden. Bis zum offiziellen Karriereende hatte er es in dieser Saison noch auf 16 Meisterschaftseinsätze, einen Treffer und vier Torvorlagen gebracht. Mit der Mannschaft hatte er es zudem ein weiteres Mal in die zweite Cuprunde geschafft, war in dieser jedoch knapp in der Verlängerung gegen den SCR Altach gescheitert.

## Trainerkarriere
Seit Sommer 2018 ist der in Eberschwang wohnhafte Florian Hirsch bei der Union Gurten Co-Trainer von Peter Madritsch, der vor dem Abgang Neuhofers selbst Co-Trainer war. Die erste Saison unter seiner Mitwirkung im Trainerstab beendete Gurten auf dem elften Rang. Im Cup schied die Mannschaft bereits frühzeitig in der ersten Runde gegen den Wolfsberger AC aus. Die Spielzeit 2019/20 war von der COVID-19-Pandemie geprägt; der Spielbetrieb wurde nach der 17. Runde abgebrochen, als Gurten auf dem vierten Tabellenplatz rangierte. Die erfolgreichste Pokalsaison in der Vereinsgeschichte feierte er mit der Union Gurten im ÖFB-Cup 2019/20, als es die Mannschaft nach Siegen über den FC Zell am See in der ersten und den SV Horn in der zweiten Runde bis ins Achtelfinale des Turniers schaffte und dort nur knapp dem Zweitligisten SC Austria Lustenau mit 2:3 unterlag. Weniger erfolgreich verlief die nachfolgende Saison 2020/21, als Gurten bereits in Runde 1 gegen den SCR Altach unterlag. Die Meisterschaft war 2020/21 weiterhin von der COVID-19-Pandemie geprägt und musste ein weiteres Mal abgebrochen werden. Die Union Gurten hatte es bis zu diesem Zeitpunkt auf den dritten Tabellenplatz gebracht. In der Saison 2021/22 fuhr Hirsch mit den Innviertlern das bislang beste Ergebnis in der Vereinsgeschichte ein: ein dritter Platz im Endklassement, nur einen Punkt hinter Vizemeister Deutschlandsberg. Im Österreichischen Fußball-Cup 2021/22 war in Runde 2 gegen den Bundesligisten TSV Hartberg Schluss.

## Erfolge
mit dem SC Schwanenstadt
- Meister der Regionalliga Mitte: 2004/05

mit dem SV Austria Salzburg
- Meister der 1. Landesliga: 2009/10
- Sieger des Salzburger Fußballcups: 2011/12 und 2012/13
- Vizemeister der Regionalliga West: 2012/13

mit der Union Gurten
- Sieger des Innviertler Fußballcups: 2013
- Meister der OÖ Liga: 2013/14

### Individuelle Erfolge
- Young Star des Monats: Oktober 2006
- Amateurspieler der Saison auf der 16. Bruno-Gala: 2012

## Karriere abseits des Fußballs
Seit 2010 ist Hirsch, der ursprüngliche eine Lehre zum Tischler absolviert hatte, als Justizwachebeamter in der Justizanstalt Suben tätig.